# Haley Cope
Haley Cope (n. 11 aprilie 1979, Chico⁠(d), California, SUA) este o înotătoare ce a reprezentat Statele Unite ale Americii, medaliată olimpică. A participat la o ediție a Jocurilor Olimpice (2004) în care a câștigat două medalii de argint.